# Psaenythia unizonata
Psaenythia unizonata är en biart som beskrevs av Holmberg 1903. Psaenythia unizonata ingår i släktet Psaenythia och familjen grävbin. Inga underarter finns listade i Catalogue of Life.